# Downrange (Comic)
Downrange ist eine amerikanische Comicserie, die regelmäßig zweimal wöchentlich in der täglich erscheinenden Militär-Zeitung Stars and Stripes (Auflage 365.000) und auf dem offiziellen Webauftritt des Militärs erscheint. Der Comic erzählt vom Leben des Protagonisten Sprat, einem Gefreiten, der gemeinsam mit seinen Kameraden seinen Militärdienst in einem verlassenen Außenposten mitten in der Wüste ableistet. Der Zeichner des Comics, Jeffery Hall, dient selbst in der Armee als Staffsergeant in der Tennessee Air Force National Guard und ist im Irak stationiert.
Der Name des Comics stammt von dem englischen Begriff downrange, der einerseits die Flugbahn eines Raumschiffes bezeichnet, aber innerhalb der US Army für eine überseeische Stationierung oder Verwendung in einem gefährlichen Gebiet (oft einem Kriegsgebiet) benutzt wird. Ursprünglich bezeichnete der Begriff Schießbahnen, auf denen mit scharfer Munition geschossen wurde. Später wurde der Begriff dann bei Minenräumkommandos verwendet.